# Arctica ligeriensis
Espèce
Arctica ligeriensis est une espèce fossile de mollusques bivalves marins. 

## Historique
Elle a été décrite en 1843 par le paléontologue français Alcide d'Orbigny (1802-1857) sous le protonyme Cyprina ligeriensis.